# Видинеев, Василий Ильич
Василий Ильич Видинеев (неизвестно, Мензелинск, Уфимская губерния — 15 января 1903 года, Уфа, Уфимская губерния) — купец 1‑й гильдии, меценат, заводчик, промышленник, землевладелец, потомственный Почётный гражданин Уфы.
Являлся попечителем Уфимского женского приюта, Почётным членом Уфимского губернского попечительства детских приютов, директором Уфимского губернского попечительского комитета о тюрьмах. Внесён в книгу «Благотворительные учреждения России» как директор детского приюта в 1912 году Веденеев.
Владел двумя винокуренными (Уфимский и Видинеевский) и одним пивоваренным заводами в Уфе, здания которых сохранились, а также — Екатерининским винокуренным заводом в Белебеевском уезде, Мензелинским пивомедоваренным заводом, тремя торговыми лавками в Гостином Дворе, и винными лавками в Уфе, Белебее, Бирске и Мензелинске. Также владел 3687 десятинами в Архангельской волости Стерлитамакского уезда и хутором Маты в Белебеевском уезде (ныне — село Старые Маты).

## Биография
По сведениям краеведов Зинаиды Ивановны и Георгия Фёдоровича Гудковых, отец Видинеева являлся крепостным Фёдора Степановича Мертваго в Бугульминском уезде Самарской губернии, и впоследствии стал его приказчиком.
В 1863 году Видинеев купил у мецената и купца Александра Кондратьевича Блохина (либо Николая Кондратьевича Блохина) пивоваренный завод — Видинеевский пивоваренный завод (ныне — здание лаборатории Уфимский завод эластомерных материалов, изделий и конструкций), выпускавший пиво «Баварское», «Столовое», «Экспорт» и «Мартовское».
В августе 1888 года Видинеев купил у вдовы купца Михаила Васильевича Пупышева усадьбу Блохиных (Аксаковых) в Голубиной слободе вместе с винокурней, городским общественным садом, который стал называться Видинеевским садом (ныне — сад имени С. Т. Аксакова), и летним театром, на месте которого в 1894 году построил новое здание — Видинеевский летний театр — на 794 места, где в 1895 году играли актриса Александра Александровна Яблочкина и актёр Фёдор Петрович Горев.
В 1898 году стал директором приюта для девочек. В конце 1890-х годов пожертвовал на строительство Мариинской женской гимназии. В начале 1900-х годов пожертвовал 5000 рублей на строительство Аксаковского народного дома.
В 1900 году Видинеевым построен Доходный дом Видинеева, ныне — разрушающийся памятник архитектуры кирпичного стиля по улице Карла Маркса, 15, в котором располагались: булочная П. В. Андрианова; страховое общество «Россия»; гостиница «Петергоф»; Биржа труда; отделение Сибирского банка; Сиротский суд. Ему также принадлежал торговый дом в Елабуге.
Умер 1903 году, похоронен на Сергиевском кладбище.